# Ula (Pieninen)
Die Ula ist ein Berg in den polnischen Mittleren Pieninen, einem Gebirgszug der Pieninen, mit 713 Metern Höhe. Sie liegt in den Czorsztyner Pieninen. Der Gipfel liegt ungefähr 250 Meter über dem Tal des Dunajec.

## Lage und Umgebung
Die Ula liegt im Hauptkamm der Pieninen. Südöstlich des Gipfels liegt der Dunajec-Durchbruch, nördlich liegt das Tal der Krośnica.

## Tourismus
Die Ula liegt im Pieninen-Nationalpark. Es führt kein markierter Wanderweg auf den Gipfel. Sie ist als streng geschützter Teil des Nationalparks nicht für Touristen zugänglich. Sie ist jedoch von der Umgebung gut sichtbar.

## Panorama

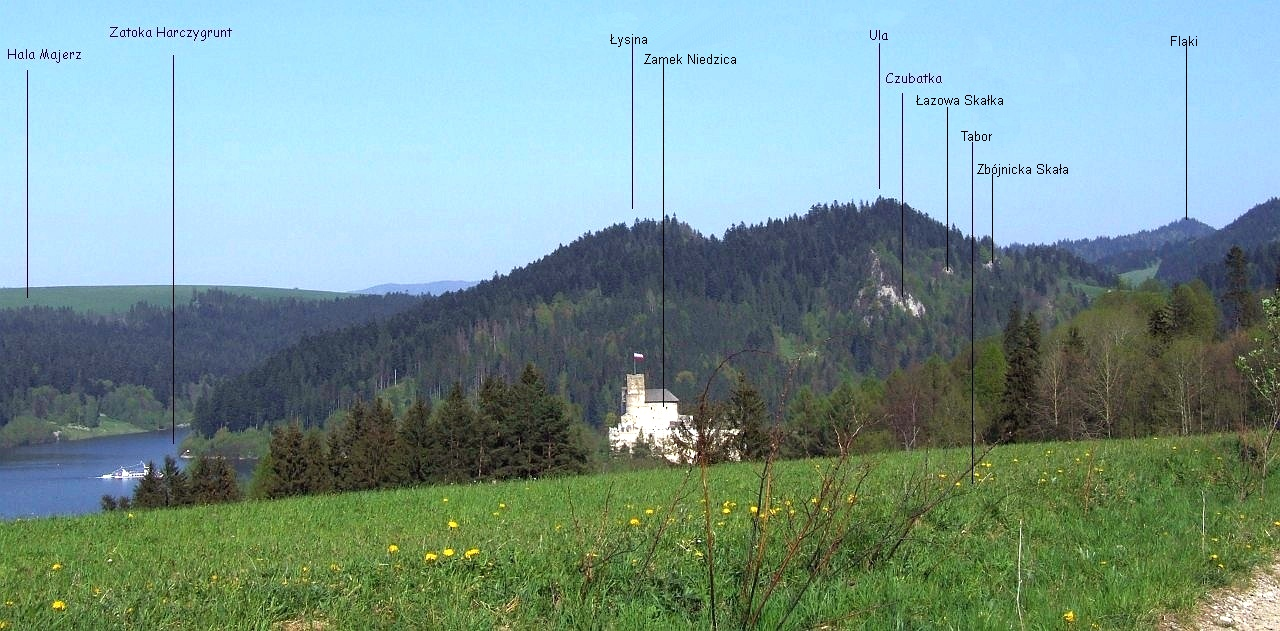
Blick von den Zipser Pieninen mit der Burg Niedzica und dem Stausee Jezioro Czorsztyńskie (Ausflugsschiff Dunajec links im Bild) im Vordergrund